# Торговкин, Алексей Николаевич
Алексей Николаевич Торговкин (28 марта 1922, д. Гриднево, Юхновский уезд, Калужская губерния, РСФСР — 19 февраля 1968, Свердловск) — советский игрок в хоккей с мячом и футболист. Чемпион СССР по хоккею с мячом, мастер спорта СССР.

## Биография
Родился в деревне Гриднево Юхновского уезда Калужской губернии (ныне — деревня в Тёмкинском районе Смоленской области).
Начал заниматься футболом и хоккеем с мячом в 14-летнем возрасте в Свердловском дворце пионеров.
Во время Великой Отечественной войны проходил службу на Дальнем Востоке, младший сержант (звание старший лейтенант административной службы присвоено позднее). Награждён медалями «За победу над Японией» (30.09.1945), «За боевые заслуги» (20.04.1953).
В 1945—1946 годах выступал за команду ОДО (Владивосток).
В 1946 году вернулся в Свердловск и выступал за местную армейскую команду. В футболе выступал за ОДО в 1947—1949 годах в классе «Б». В хоккее с мячом играл за ОДО в 1940-е годы в армейских соревнованиях, становился чемпионом Вооружённых сил 1948 года.
В чемпионатах СССР по хоккею с мячом становился чемпионом (1950, 1953, 1956), серебряным (1951, 1956) и бронзовым (1952) призёром. Финалист Кубка СССР 1953 года. В 1950 году присвоено звание мастера спорта СССР. С 1951 года был капитаном команды. В чемпионатах СССР сыграл 60 матчей и забил 4 гола.
В 1956 году завершил игровую карьеру и стал работать детским тренером по футболу и хоккею на Стадионе пионеров и школьников.
Скончался в Свердловске 19 февраля 1968 года на 46-м году жизни. Похоронен на Широкореченском кладбище.